# Биюк-Кенегез
Бию́к-Кенеге́з (укр. Біюк-Кенегез, крымскотат. Büyük Kenegez, Буюк Кенегез) — исчезнувшее село в Сакском районе Республики Крым (согласно административно-территориальному делению Украины — Автономной Республики Крым), располагавшееся на северо-западе района, в степной части Крыма, у берега озера Донузлав, примерно в 5 километрах южнее пгт Новоозёрное.

## История
Первое документальное упоминание села встречается в Камеральном Описании Крыма… 1784 года, судя по которому, в последний период Крымского ханства Булюк Кесек входил в Байнакский кадылык Козловского каймаканства.
После присоединения Крыма к России (8) 19 апреля 1783 года, (8) 19 февраля 1784 года, именным указом Екатерины II сенату, на территории бывшего Крымского Ханства была образована Таврическая область и деревня была приписана к Евпаторийскому уезду. После Павловских реформ, с 1796 по 1802 год, входила в Акмечетский уезд Новороссийской губернии. По новому административному делению, после создания 8 (20) октября 1802 года Таврической губернии0, Биюк-Кенегез был включён в состав Кудайгульской волости Евпаторийского уезда.
По Ведомости о волостях и селениях, в Евпаторийском уезде с показанием числа дворов и душ… от 19 апреля 1806 года в деревне Биюк-Кенегез числилось 7 дворов и 29 жителей крымский татар. На военно-топографической карте генерал-майора Мухина 1817 года деревня Кенегес обозначена с 5 дворами. После реформы волостного деления 1829 года Биюк Кенеиз, согласно «Ведомости о казённых волостях Таврической губернии 1829 года», остался в составе преобразованной Кудайгульской волости. На карте 1836 года в деревне 1 двор, а на карте 1842 года Биюк-Кенегез обозначен как малая (менее 5 дворов) деревня.
В 1860-х годах, после земской реформы Александра II, деревню приписали к Чотайской волости, но в «Списке населённых мест Таврической губернии по сведениям 1864 года» Биюк-Кенегез не значится, а на трехверстовой карте 1865—1876 года обозначен с 2 дворами. В «Памятной книге Таврической губернии 1889 года», по результатам Х ревизии 1887 года, в деревне Биюк-Кенегез числилось 7 дворов и 41 житель.
Земская реформа 1890-х годов в Евпаторийском уезде прошла после 1892 года, в результате деревню отнесли к Донузлавской волости. По «…Памятной книжке Таврической губернии на 1900 год» в деревне Кенегез-Биюк было 27 жителей в 13 домохозяйствах. В дальнейшем в доступных источниках не встречается.